# Silmara Conchão
Silmara Conchão é uma socióloga brasileira, docente na Faculdade de Medicina do ABC. Silmara foi agraciada com a Medalha Ruth Cardoso no ano de 2017, graças a sua atuação na gestão de Políticas para as Mulheres em Santo André e a atuação no movimento feminista no Grande ABC.

## Biografia
Ex-secretária de Política para as mulheres de Santo André, desenvolveu uma política de atendimento integral a mulheres vítimas de violência sexual, inclusive o aborto legal, no Hospital da Mulher. Desenvolveu o projeto "E agora, José?", sobre violência doméstica, e o programa "Gênero e Cidadania: Santo André mais igual", que foi escolhido para ser relatado na Conferência das Nações Unidas sobre Assentamentos Humanos 
Em 2014 dá início a um programa de formação de educação para atuar no enfrentamento da violência contra a mulher, que resulta na distribuição do gibi Quem ama abraça ….fazendo escola para os 38 mil estudantes da rede de ensino.
Coordenou a publicação Mulheres de Santo André em Pauta – Perfil Socioeconômico e Mapa da Violência por meio de parceria entre a Secretaria de Políticas para as Mulheres de Santo André, a Secretaria de Planejamento e Orçamento Participativo, a Secretária Municipal de Educação e a Secretaria de Segurança Pública.
Juntamente com o Consórcio Intermunicipal Grande ABC, desenvolveu projeto de regionalização da administração das Casas de Abrigo contra a violência doméstica 
É presidenta do Cesco (Centro de Estudos de Saúde Coletiva) vinculado ao Centro Universitário FMABC (Faculdade de Medicina do ABC) com mandato de 2018 a 2026. 

## Publicações
CONCHÃO, Silmara, RIBEIRO, , Matilde.Gênero, Cidadania e Meio Ambiente. Projeto Gepam, Prefeitura de Santo André. Canadian International Development Agency - São Paulo: Editora Annablume. 2004.
CONCHÃO, Silmara. Masculino e Feminino - a primeira vez. A análise de gênero sobre a sexualidade na adolescência. São Paulo: Editora Hucitec. SP. 2012.
CONCHÃO, Silmara. AKERMAN, Marco. BOARETTO, Roberta. Bulindo" com a universidade - um estudo sobre o trote na Medicina. São Paulo:.Editora Hucitec. 2012.
CONCHÃO, Silmara. Faculdade De Medicina "Ame-a Ou Deixa-a!": Um Estudo Interseccional Sobre o Trote Universitário. São Paulo: Hucitec, 2023